# 郭蔡文
郭蔡文（1948年3月2日—）為桃園市政治人物，曾任桃園縣副縣長、中華民國交通部常務次長，桃園國際機場公司董事長，2013年2月22日轉任財團法人中華顧問工程司第十五任董事長。

## 教育程度
- 2008年：國立台北科技大學建築與都市設計研究所碩士
- 2002年：國立中央大學土木工程研究所碩士。
- 國立臺灣工業技術學院學營建工程技術
- 省立台北工專土木科

## 曾出任公職
- 交通部常務次長（100.01~101.02）
- 桃園大眾捷運股份有限公司董事長（100.01~100.01）
- 桃園縣政府副縣長（97.05~100.01）
- 桃園縣政府秘書長（96.10~97.05）
- 桃園縣政府城鄉發展處、工商發展處、工務處等處長（89.10~96.10）
- 桃園縣政府建設局副局長（89.07~89.10）
- 桃園縣政府
- 桃園縣大園鄉公所建設課長(67.04)
- 台東縣蘭嶼鄉公所財經課長(64.12)
- 榮工處(63.02)
- 財政部通霄電析精鹽廠(62.01~62.12)
- 大園自來水廠(61.01)

## 外部連結
- 首長小檔案－交通部常務次長